# Elektronischer Verschluss
Ein elektronischer Verschluss bei fotografischen Aufnahmen wird auch geräuschloser oder lautloser Verschluss genannt, weil er ohne mechanische Bauteile auskommt und daher keine Geräusche hervorruft.
Für die entsprechenden Aufnahmen sind keine beweglichen Bauelemente erforderlich, weil diese vollständig elektronisch gesteuert werden. Zu den Prozessen der Belichtung gehört das Zurücksetzen der lichtempfindlichen Elemente, die Einhaltung einer vorgegebenen Belichtungszeit während der Lichtexposition und das anschließende Auslesen der Sensorsignale.
Elektronische Verschlüsse werden zunehmend als Ergänzung oder als Ersatz für mechanische Verschlüsse in Steh- und Bewegtbildkameras eingesetzt, sofern diese nicht mit fotografischem Film, sondern mit elektronischen Bildsensoren arbeiten.
Bei Spiegelreflexkameras entsteht ein Auslösegeräusch beim Fotografieren vor allem durch den hoch- und herunterklappenden Spiegel. Bei Filmkameras erzeugt vor allem der Transport des Filmes Geräusche. Die meisten hochwertigen Steh- und Bewegtbildkameras haben darüber hinaus einen mechanischen Verschluss, der den Bildsensor verdeckt oder das Objektiv vollständig abblendet und nur während der Belichtungsdauer freigibt. Ein lautloser Verschluss ist heutzutage insbesondere bei Videoaufnahmen Stand der Technik. Beim lautlosen Verschluss für Stehbildaufnahmen wird eine Kamera quasi im Videomodus betrieben, ohne permanent Bilddaten aufzuzeichnen. Der Bildsensor wird dabei permanent zurückgesetzt, belichtet und ausgelesen, um zum Beispiel Sucherbilder im Live-View zu ermöglichen.

## Vorteile
- Kein Geräusch beim Fotografieren oder Filmen, was zum Beispiel bei Theater- oder Konzertaufführungen oder beim Aufnehmen von Wildtieren von Vorteil sein kann.
- Keine Erschütterung der Kamera und somit auch kein dadurch verursachtes Verwackeln der Aufnahmen.[4]
- Kein Verschleiß mechanischer Bauteile.
- Insbesondere bei kleineren Bildsensoren sind sehr kurze Belichtungszeiten möglich (einige Kameras von Fujifilm sowie aus der Sony RX-Baureihe, die Olympus OM-D E-M5 III und M1X, die OM System OM-1 oder die Panasonic Lumix DC-G9 können zum Beispiel nur 1/32.000 Sekunde lang belichten). So kurz können herkömmliche mechanische Verschlüsse nicht belichten.
- Ermöglichung von schnellen Bildaufnahmereihen oder Mehrfachbelichtungen wie zum Beispiel für die Serienfotografie, für das Focus stacking oder das Tracking von Objekten sowie beim Pixel Shift (mehrere Aufnahmen mit geringfügig verschobenem Bildsensor), bei Hochkontrastbildern oder in einem Aufnahmemodus, bei dem Bilderfolgen rückwirkend und kontinuierlich für eine gewisse Zeitspanne in einem Pufferspeicher gehalten werden und nachträglich durch die Betätigung eines Auslösers dauerhaft gespeichert werden können.[5]
- Durch die fehlenden Kanten des mechanischen Verschlusses werden im Bild keine unerwünschten Effekte durch Beugung an diesen Kanten hervorgerufen.[6]

## Nachteile
Viele Digitalkameras haben für die Bildaufnahme unter anderem wegen der hohen Bildauflösungen heute keine CCD-Sensoren, sondern CMOS-Sensoren, die die Bildzeilen systembedingt nur sequentiell, also zeilenweise beziehungsweise spaltenweise auslesen können. Durch das sequentielle Auslesen der Bildzeilen können bei bewegten Motiven geometrische Verzerrungen auftreten (siehe auch Rolling-Shutter-Effekt). Das Bild des sich bewegenden Motivs befindet sich zu verschiedenen Zeitpunkten an verschiedenen Stellen auf dem Bildsensor. Je schneller das Bild ausgelesen werden kann, desto geringer ist dieser Effekt.
Manche digitale Spiegelreflexkameras haben im Live-View-Modus die Möglichkeit, lautlos auszulösen, dabei zeigt der optische Sucher allerdings kein Bild.
Bei Aufnahmen mit Blitzlicht muss gewährleistet werden, dass das Blitzlicht während der gesamten Aufnahme gleichmäßig zur Verfügung steht. Bei flackernden Lichtquellen, wie zum Beispiel Gasentladungslampen, die für das menschliche Auge nicht unbedingt wahrnehmbar sind, können ungleichmäßige Belichtungen im Bild auftreten.
Das vollständige Zurücksetzen des Bildsensors ohne Belichtung wie mit einem geschlossenen mechanischen Verschluss ist nicht möglich, so dass die ununterbrochene Belichtung den Dynamikumfang der Helligkeiten in den aufgenommenen Bildern einschränken kann.
Ferner kann der Nutzer ohne zusätzlich erzeugte akustische Signale nicht hören, wann und ob die Kamera auslöst.
Bei globalen elektronischen Verschlüssen („Global Shutter“) kann der Bildsensor vollständig und gleichzeitig ausgelesen werden, so dass sich einige der oben genannten Nachteile nicht ergeben.